# Mian Lodalen
Eva Maria Mian Lodalen, född 1 oktober 1962 i Jönköping, är en svensk författare, journalist, krönikör och debattör.

## Biografi

### Aktivism
Mian Lodalen har organiserat konferenser, manifestationer, demonstrationer och direktaktioner.

#### Medverkan i tidningar och tidskrifter
I sina krönikor i tidningarna QX, Arbetaren och Ottar skriver hon om ungdomskollektivet i Jönköping, homovärldens Stockholm och vegan-rörelsen, kvinnokampen, dragqueens, dragkings och inseminationer. Hon skriver regelbundet i tidningen QX. Hon var med och introducerade ordet flata i Sverige.

### Böcker
I boken Dårens dotter, 2008, och även i boken Tiger, 2010, har Mian Lodalen berättat om hur hon som 12-åring blev våldtagen av en av hennes fars vänner och om sin uppväxt som lesbisk flicka.
I boken Lisa och Lilly : en sann kärlekshistoria, 2020, skriver Mian Lodalen om två unga lesbiska kvinnor i Stockholm som dränker sig tillsammans i Hammarby sjö i början av 1900-talet.
I boken Lesbiska ligan : en sann kriminalhistoria, 2021, berättar Mian Lodalen om livet som homosexuell i Stockholm 1943, då homosexualitet var förbjuden. Hon anser att staten bör be om ursäkt för den lagen.
I boken Dansaren och demonerna: en berättelse om omöjlig kärlek, 2024, sista boken i den historiska sviten, skriver Mian Lodalen om sin egen morbror. Boken utspelar sig på 1960-talet på Kungliga Balettskolan i Stockholm samt i Paris.

### Värd för Sommar i P1
Lodalen har varit värd för Sommar i P1 vid två tillfällen, dels den 3 juli 1996 och dels den 25 juli 2022. Sedan 2022 gör Lodalen podden Mian och Saras skrivarlya tillsammans med författaren Sara Lövestam.

## Verk